# چکاوک خاکریز
چکاوک خاکریز (نام علمی: Certhilauda erythrochlamys) نام یک گونه از تیره چکاوک است.